# Cục Công tác chính trị Công an nhân dân Việt Nam
Cục Công tác chính trị (X15) trực thuộc Tổng cục Chính trị Công an nhân dân có chức năng tham mưu về quản lý Nhà nước và tổ chức các hoạt động tuyên truyền, giáo dục chính trị, lãnh đạo tư tưởng trong CAND; vận động cán bộ, chiến sĩ và nhân dân thi đua thực hiện tốt nhiệm vụ bảo vệ an ninh quốc gia, giữ gìn TTATXH, giáo dục truyền thống, xây dựng đời sống văn hóa, rèn luyện thể chất, tư thế tác phong người cán bộ CAND; tổ chức sáng tác, phổ biến các tác phẩm văn hóa - nghệ thuật về đề tài an ninh, trật tự, phản ánh sinh động thực tiễn công tác, chiến đấu và XDLL - CAND

## Lịch sử hình thành
Ngày 8 tháng 5 năm 1967, thành lập Cục Công tác Chính trị.

## Lãnh đạo hiện nay
- Cục trưởng: Thiếu tướng, Đào Gia Bảo.

## Thành tích
Huân chương Hồ Chí Minh
Huân chương Quân công hạng Nhì (2012)
Hai Huân chương Quân công hạng Ba
Huân chương Lao động hạng Ba
Huân chương Bảo vệ Tổ quốc hạng Nhất

## Cục trưởng qua các thời kỳ
- Đặng Thái Giáp, Thiếu tướng[2]